# Vällingby stadsdelsområde
Vällingby var namnet på ett stadsdelsområde under 1997 och 1998 i Västerort i Stockholms kommun, vilket omfattade stadsdelarna Grimsta, Kälvesta, Nälsta, Råcksta, Vinsta och Vällingby.
Stadsdelsnämnden startade sin verksamhet den 1 januari 1997 som en av 24 stadsdelsområden.
Stadsdelsområdet slogs 1 januari 1999 ihop med Hässelby stadsdelsområde och bildade Hässelby-Vällingby stadsdelsområde.